# Arbeit – Bewegung – Geschichte
Arbeit – Bewegung – Geschichte. Zeitschrift für historische Studien (“trabajo – movimiento – historia. Revista de estudios históricos”) es una revista científica en idioma alemán y publicada en Berlín.
Entre 2002 y 2015 se llamaba JahrBuch für Forschungen zur Geschichte der Arbeiterbewegung. La revista trata en perspectiva internacional la historia del mundo laboral, el movimiento obrero y otros movimientos sociales, así como la historia de la vida cotidiana. Aparte de artículos incluye documentos, informes de conferencias y numerosas reseñas.
La revista se publica cada enero, mayo y septiembre en la editorial Metropol Verlag. Al equipo de redacción pertenecen David Bebnowski, Fabian Bennewitz, Ralf Hoffrogge, Christa Hübner, Dietmar Lange, Sarah Langwald, Katja Müller, Monika Rank, Robert Schmieder, Axel Weipert.